# Mount Hall (Alexander-I.-Insel)
Mount Hall ist ein markanter Berg der Rouen Mountains im Norden der westantarktischen Alexander-I.-Insel. Seine mittels Satellitenaufnahmen ermittelte Höhe wird mit 3100 m angegeben. Er ist damit der höchste Berg des Gebirges.
Benannt ist er nach John Hall (* 1950), federführend bei der Entwicklung von Einsatzplänen für den British Antarctic Survey ab 1973 und Einsatzleiter zwischen 1999 und 2016.